# Vingt Mille Lieues sous les mers (mini-série)
Pour les articles homonymes, voir Vingt Mille Lieues sous les mers (homonymie).
Vingt Mille Lieues sous les mers (20 000 Leagues Under the Sea) est une mini-série américaine de Rod Hardy, produite par Hallmak Entertainment, diffusée en 1997, d'après le roman Vingt Mille Lieues sous les mers de Jules Verne.

## Synopsis
L'année 1866 est marquée par des événements mystérieux survenus en mer : une créature étrange et gigantesque, que les meilleurs scientifiques ne peuvent identifier, s'attaque aux navires en transperçant leur coque. Lors d'un congrès scientifique, le professeur Pierre Aronnax (Patrick Dempsey) fait l'hypothèse que le monstre est un narval géant. Un spectateur prend violemment Aronnax à partie en s'écriant « Il s'agit d'une conférence scientifique et non d'un conte de fée. Il essaie de nous faire croire à une sorte de licorne des mers ! » Or, cet homme n'est autre que le père de Pierre, Thierry Aronnax (John Bach).
Alors que Pierre, ulcéré, quitte la salle, il est arrêté par le représentant d'une compagnie maritime, Harold Saxon (Nicholas Hammond), qui lui propose d'embarquer sur la frégate Abraham Lincoln et de partir à la recherche de la créature. En route pour Boston, Pierre Aronnax fait la connaissance de Cabe Attucks (Adewale Akinnuoye-Agbaje), homme noir rejeté par la société américaine. Aronnax, Attucks et Saxon embarquent ensemble sur l'Abraham Lincoln, où Pierre fait également la connaissance du matelot Ned Land (Bryan Brown), décidé à s'emparer de la créature pour toucher la récompense de 500 $, et de l'amiral McCutcheon (Peter McCauley (en)), homme austère qui traite Aronnax sans ménagement.
Le périple dure plusieurs semaines avant que le monstre n'apparaisse. De loin, on distingue une immense masse fluorescente d'une centaine de mètres de long. L'Abraham Lincoln est frappé de plein fouet et Pierre, Cabe et Ned tombent à la mer sans connaissance. Lorsqu'Aronnax revient à lui, il se croit sur une « île flottante », mais il s'agit du monstre, recouvert d'un « manteau de fer » selon l'expression de Ned Land. Aronnax comprend qu'il ne s'agit pas  d'un narval géant mais d'un navire sous-marin. La partie émergée a une forme bombée, hérissée d'une rangée de pointes à la poupe. Soudain, de petites trappes s'ouvrent, laissant échapper un gaz verdâtre. Le trio s'évanouit et se réveille ensuite à l'intérieur du vaisseau. Ils se trouvent dans une petite cellule éclairée par une lampe au plafond. Soudain, la porte s'ouvre sur un long couloir et on peut voir la silhouette d'un homme dans la pénombre.

## Fiche technique
- Titre : Vingt Mille Lieues sous les mers
- Titre original : 20,000 Leagues under the Sea
- Réalisation : Rod Hardy
- Scénario : Brian Nelson (en)
- Production : Dean Barnes
- Sociétés de production :  Hallmark Entertainment
- Musique : Mark Snow
- Photographie : James Bartle
- Montage : Drake Silliman
- Pays d'origine : États-Unis
- Format : Couleurs - 1,33:1 - Stéréo - 35 mm
- Genre : Aventure, fantastique
- Durée : 158 minutes
- Dates de premières diffusions :
  -  États-Unis : 11 mai 1997 et 12 mai 1997 sur ABC
  -  France : 27 décembre 2000 sur M6

## Distribution
- Michael Caine : le capitaine Nemo
- Patrick Dempsey : le professeur Pierre Aronnax
- Mia Sara : Mara, la fille de Nemo
- Adewale Akinnuoye-Agbaje (VF : Pascal Renwick) : Cabe Attucks
- Bryan Brown : Ned Land
- John Bach : Thierry Aronnax
- Peter McCauley (en) : Admiral McCutcheon
- Kerry Armstrong : Lydia Rawlings
- Nicholas Hammond : Harold Saxon

## Précédentes adaptations
Le roman de Jules Verne a déjà été porté plusieurs fois à l'écran. En 1907, un film de 15 minutes est réalisé par Georges Méliès. En 1916 paraît une seconde version, par Stuart Paton, qui présente les premières images sous-marines de l'histoire du cinéma. En 1954 les studios Walt Disney produisent une nouvelle adaptation, cette fois en couleur, avec Kirk Douglas dans le rôle de Ned Land et James Mason dans celui du capitaine Nemo. Cette version privilégie les scènes spectaculaires. En 1997, l'œuvre de Jules Verne est adaptée deux fois pour la télévision américaine : dans un téléfilm, réalisé par Michael Anderson avec Ben Cross dans le rôle de Nemo, et dans la présente mini-série, réalisée par Rod Hardy. Cette dernière version du roman, assez peu fidèle, connaît un succès mitigé. Elle est commercialisée en DVD en 2006. Et pour cause à la différence de toutes les autres adaptations cette histoire est censée avoir inspiré Jules Verne, par le biais du narrateur.

## Anecdote
La forme du Nautilus dans le film rappelle un peu celle d'une limule.